# Meroplius kirkspriggsi
Meroplius kirkspriggsi är en tvåvingeart som beskrevs av Ozerov 2000. Meroplius kirkspriggsi ingår i släktet Meroplius och familjen svängflugor.
Artens utbredningsområde är Namibia. Inga underarter finns listade i Catalogue of Life.